# ボーダレス (企業)
株式会社ボーダレスは、2007年4月に設立された企業。
大阪・東京・名古屋・韓国ソウル・中国大連・フィリピンセブに拠点を置き、グローバルに展開するIT企業
通販事業を中心に、海外向けプロモーション事業、飲食の通販化事業、企業ブランディングコンサルタント他を手掛ける
日本語・英語・中国語・韓国語・タイ語他のバイリンガルを世界各国で雇用し、国境を超えるサービスを提供している

## 主な事業
- 製品コンセプト企画・戦略立案・コンサルティング事業
- ブランディング・ソリューション事業
- インバウンドプロモーション事業
- ウェルカム関西
- 球体関節人形ブランドの運営
- アパレル輸入通販
- ボーダレス海外
- 中国語・韓国語通販

## コンセプト
テクノロジー・デザイン・人により国境を越え人と人が繋がる会社